# Gemene en Loweiden
De Gemene en Loweiden, gelegen op het grondgebied van Brugge en Beernem, zijn gemene weiden die hun middeleeuws statuut tot op heden hebben weten te behouden.

## Situering en oppervlakte
De Gemene Weide (ongeveer 50 ha) bevindt zich op het grondgebied van de voormalige gemeente Assebroek, langs het tot fietspad omgevormde gedeelte van Spoorlijn 58 Gent-Eeklo-Brugge. De Loweide (ongeveer 31 ha) bevindt zich op het grondgebied van de voormalige gemeente Oedelem, palend aan het natuurgebied Rijkevelde.

## Oorsprong
De oudste vermeldingen van de Gemene en Loweiden dateren uit de veertiende eeuw. Het oudst bewaarde document dateert van 12 juli 1475. De huidige rechthebbenden zijn vermoedelijk de afstammelingen van de personen die in die periode de omgeving bewoonden.

## Beheer
De rechthebbenden worden aanborgers genoemd. Het Westvlaamsch Idioticon van De Bo geeft voor aanboordige als verklaring "een persoon, die door aangeborenschap zekere rechten verwerft". Wie meende gerechtigd te zijn kon zich, vergezeld door twee getuigen en tegen betaling van een geldsom, door de pastoor van Assebroek laten inschrijven in het register (hoofdboek). Een man kon gerechtigd worden door een huwelijk met een vrouw van wie de vader gerechtigd was, maar hij verloor dit recht bij haar
overlijden.
Tegen betaling van een schatgeld (dat gebruikt werd voor het algemeen onderhoud) konden aanborgers enkele koeien en paarden (gedurende een korte periode ook varkens) laten grazen op de weide.
Om de drie jaar werden hoofdmannen verkozen die verantwoordelijk waren voor het dagelijks bestuur. In geval van betwistingen was de baljuw van Sijsele bevoegd.

## Poging tot onteigening
In de loop van de negentiende eeuw verloren de meeste gemene gronden hun oorspronkelijk statuut en werden verkocht of onteigend. Ook de Gemene en Loweiden dreigden hiervan het slachtoffer te worden. Kanunnik Joseph-Olivier Andries kon echter overtuigende documenten voorleggen, waardoor de rechtbank in 1881 besloot de oude eigendoms- en beheersstructuur te behouden.

## Huidige situatie
Reeds voor de poging tot onteigening werd het schatgeld (betaling per dier) vervangen door een systeem van verpachting. Van de bijna duizend aanborgers zijn er maar enkelen die zelf nog een landbouwactiviteit hebben en een perceel gebruiken.
Tot op vandaag verkiezen de aanborgers om de drie jaar de hoofdmannen. De pastoor is ondertussen vervangen door een notaris en de verkiezing is nu eerder een folkloristische dan een economische gebeurtenis.

## Archief
Het archief van de Gemene en Loweiden wordt bewaard in het stadsarchief van Brugge.

## Wapenschild
De Vlaamse Regering heeft, na gunstig advies van de Vlaamse Heraldische Raad, op 4 juni 2010 aan de Gemene en Loweiden het recht verleend om een wapen te voeren.